# Ciak d'oro
Il Ciak d'oro è un premio cinematografico che viene assegnato annualmente dall'omonima rivista italiana.
Suddivisa per categorie, l'onorificenza valuta le migliori opere del cinema italiano. A differenza di altre manifestazioni, la maggior parte dei Ciak d'oro sono decretati da una giuria popolare, attraverso una votazione online.
Dal 2023 è nata la sezione Ciak d'oro Serie tv, volta a premiare le migliori serie televisive italiane e internazionali.

## Storia
La rivista Ciak ha dato vita nel 1986 ad un premio a suo nome, il Ciak d'Oro, destinato ad attori, registi e tecnici del cinema italiano. Il premio è assegnato dai lettori della rivista. Dalla nascita del sito ufficiale della rivista le votazioni sono esprimibili anche attraverso la piattaforma.

## Premi
L'evento è nato nel 1986. Da allora, vengono consegnati i seguenti premi:
- Miglior film
- Miglior regista
- Migliore attore protagonista
- Migliore attrice protagonista
- Migliore attore non protagonista
- Migliore attrice non protagonista
- Migliore produttore
- Migliore opera prima
- Migliore sceneggiatura
- Migliore fotografia
- Migliore sonoro in presa diretta
- Migliore scenografia
- Migliore montaggio
- Migliori costumi
- Migliore colonna sonora
- Miglior manifesto
- Ciak d'oro Mini/Skoda Bello & Invisibile
- Ciak d'oro alla carriera

Nel corso degli anni, la manifestazione ha assegnato riconoscimenti che, in seguito, non sono stati più elargiti. Di seguito l'elenco completo dei premi abrogati: 
- Miglior film straniero
- Miglior film in videocassetta[7]
- Alice[8]
- Serial Movie[8]
- Miglior cast corale (assegnato solo nel 2009)
- Miglior attore di una serie televisiva (assegnato solo nel 2011)

Esistono, inoltre, categorie che vengono aggiornate saltuariamente e che, di fatto, non sono ancora ufficialmente soppresse:
- Miglior canzone originale
- Rivelazione dell'anno
- Super Ciak d'oro

Non sono mancati, inoltre, riconoscimenti speciali per anniversari o eventi particolari.

## Ciak d'oro Serie tv
Dal 2023 è nata la sezione Ciak d'oro Serie tv, dove vengono consegnati i seguenti premi:
- Miglior serie italiana dell’anno
- Migliore attrice italiana
- Miglior attore italiano
- Miglior serie internazionale
- Miglior protagonista internazionale
- Miglior serie per il pubblico giovane
- Miglior protagonista per il pubblico giovane